# Table des caractères Unicode/U108E0
Cette page contient des caractères spéciaux ou non latins. S’ils s’affichent mal (▯, ?, etc.), consultez la page d’aide Unicode.
Table des caractères Unicode U+108E0 à U+108FF).

## Hatrénien
Caractères utilisés pour l’alphabet hatrénien (en).

### Table des caractères
| en fr   | 0 | 1 | 2 | 3 | 4 | 5 | 6 | 7 | 8 | 9 | A | B | C | D | E | F |
| U+108E0 | 𐣠 | 𐣡 | 𐣢 | 𐣣 | 𐣤 | 𐣥 | 𐣦 | 𐣧 | 𐣨 | 𐣩 | 𐣪 | 𐣫 | 𐣬 | 𐣭 | 𐣮 | 𐣯 |
| ------- | - | - | - | - | - | - | - | - | - | - | - | - | - | - | - | - |
| U+108F0 | 𐣰 | 𐣱 | 𐣲 |   | 𐣴 | 𐣵 |   |   |   |   |   | 𐣻 | 𐣼 | 𐣽 | 𐣾 | 𐣿 |